# (73258) 2002 JV44
(73258) 2002 JV44 – planetoida z pasa głównego asteroid okrążająca Słońce w ciągu 3,39 lat w średniej odległości 2,25 j.a. Odkryta 9 maja 2002 roku.